# Buse semiplombée
Leucopternis semiplumbeus
Espèce
Statut de conservation UICN

 LC  : Préoccupation mineure
Statut CITES
La Buse semiplombée (Leucopternis semiplumbeus) est une espèce d'oiseaux de la famille des Accipitridae.

## Description
Cet oiseau mesure environ 38 cm de longueur. Ce rapace trapu (ailes courtes et larges adaptées à la chasse en forêt) a le dessus du corps gris foncé et le dessous blanc. La queue est noirâtre marquée d'une bande blanche. La cire et les pattes sont orange.

## Répartition
Cet oiseau vit en Colombie, au Costa Rica, en Équateur, au Honduras et au Panama.

## Alimentation
Cet oiseau consomme des lézards, des serpents, des petits mammifères et des oiseaux.